# 베타니아

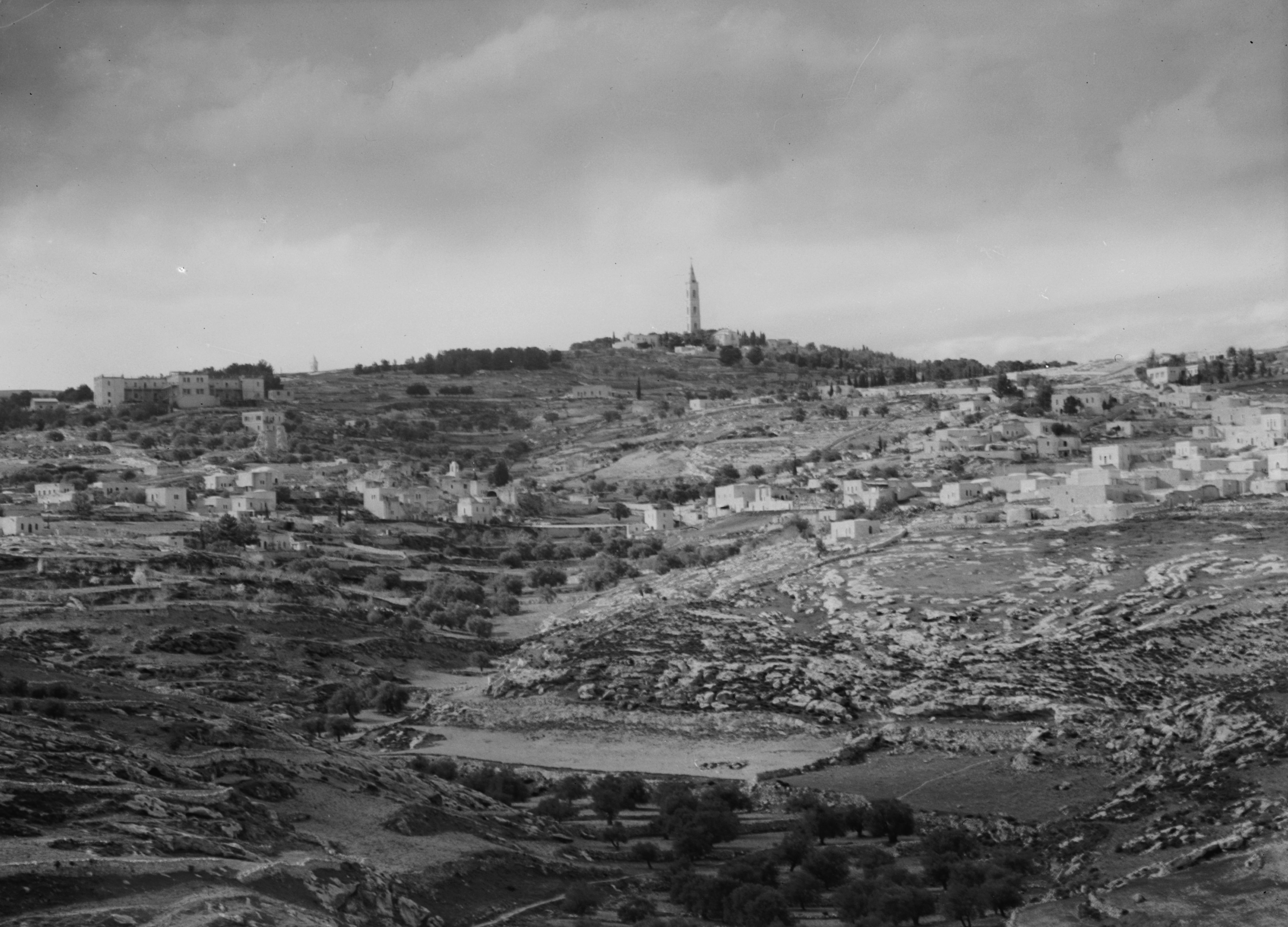
1940년대에 찍힌 베타니아

베타니아(아람어: בית עניא; Beth anya, "비참한 사람의 집"), 알에이자리아(al-Eizariya)는 팔레스타인의 요르단강 서안 지구에 있는 지역이다.
신약성경에 마르타, 마리아, 라자로 형제와 문둥병 환자 시몬의 마을이다. 예수가 예루살렘에 입성 전날 묵었던 곳이며 부활 후 승천할 때 제자들과 헤어진 곳이기도 하다.

## 위치
베타니아는 전통적으로 예루살렘에서 동쪽으로 2km 떨어진 올리브산 남동쪽 자락에 있는 요르단 강 서편의 알에이자리아로 알려져 있다.